# Lijst van voetbalinterlands Hongarije - Mexico
Deze lijst van voetbalinterlands is een overzicht van alle officiële voetbalwedstrijden tussen de nationale teams van Hongarije en Mexico. De landen hebben tot op heden zeven keer tegen elkaar gespeeld. De eerste ontmoeting, een groepswedstrijd tijdens het Wereldkampioenschap voetbal 1958, werd gespeeld in Sandviken (Zweden). Het laatste duel, een vriendschappelijke wedstrijd, vond plaats op 15 december 2005 in Phoenix (Verenigde Staten).

## Wedstrijden
| № | Plaats      | Datum            | Competitie        | Wedstrijd          | Uitslag |
| - | ----------- | ---------------- | ----------------- | ------------------ | ------- |
| 1 | Sandviken   | 15 juni 1958     | WK 1958           | Hongarije − Mexico | 4 − 0   |
| 2 | Mexico-Stad | 22 februari 1977 | Vriendschappelijk | Mexico − Hongarije | 1 − 1   |
| 3 | Boedapest   | 25 augustus 1984 | Vriendschappelijk | Hongarije − Mexico | 0 − 2   |
| 4 | Toluca      | 14 december 1985 | Vriendschappelijk | Mexico − Hongarije | 2 − 0   |
| 5 | León        | 4 december 1991  | Vriendschappelijk | Mexico − Hongarije | 3 − 0   |
| 6 | Mexico-Stad | 14 december 1994 | Vriendschappelijk | Mexico − Hongarije | 5 − 1   |
| 7 | Phoenix     | 15 december 2005 | Vriendschappelijk | Mexico − Hongarije | 2 − 0   |

## Samenvatting
| Competitie        | Totaal gespeeld | Winst Hongarije | Gelijk | Winst Mexico | Doelsaldo Hongarije – Mexico |
| ----------------- | --------------- | --------------- | ------ | ------------ | ---------------------------- |
| WK-eindronde      | 1               | 1               | 0      | 0            | 4 − 0                        |
| Vriendschappelijk | 6               | 0               | 1      | 5            | 2 − 15                       |
| Totaal            | 7               | 1               | 1      | 5            | 6 − 15                       |

MLSZ · A-internationals · Selecties · Bondscoaches · Hongaars vrouwenelftal · Olympisch elftal · Hongarije U21 · Hongarije U20 · Hongarije U19 · Hongarije U18 · Hongarije U17 · Hongarije U16
1902 – 1919 · 
1920 – 1929 · 
1930 – 1939 · 
1940 – 1949 · 
1950 – 1959 · 
1960 – 1969 · 
1970 – 1979 · 
1980 – 1989 · 
1990 – 1999 · 
2000 – 2009 · 
2010 – 2019 ·
2020 − 2029
EK's:
1964 · 
1972 · 
2016 ·
2020 ·
2024
WK's:
1934 · 
1938 · 
1954 · 
1958 · 
1962 · 
1966 · 
1978 · 
1982 · 
1986
OS:
1912 · 
1924 · 
1936 · 
1952 · 
1960 · 
1964 · 
1968 · 
1972 · 
1996
1902 · 
1903 · 
1904 · 
1905 · 
1906 · 
1907 · 
1908 · 
1909 · 
1910 · 
1911 · 
1912 · 
1913 · 
1914 · 
1915 · 
1916 · 
1917 · 
1918 · 
1919 · 
1920 · 
1921 · 
1922 · 
1923 · 
1924 · 
1925 · 
1926 · 
1927 · 
1928 · 
1929 · 
1930 · 
1931 · 
1932 · 
1933 · 
1934 · 
1935 · 
1936 · 
1937 · 
1938 · 
1939 · 
1940 · 
1941 · 
1942 · 
1943 · 
1944 · 
1945 · 
1946 · 
1947 · 
1948 · 
1949 · 
1950 · 
1952 · 
1952 · 
1953 · 
1954 · 
1955 · 
1956 · 
1957 · 
1958 · 
1959 · 
1960 · 
1961 · 
1962 · 
1963 · 
1964 · 
1965 · 
1966 · 
1967 · 
1968 · 
1969 · 
1970 · 
1971 · 
1972 · 
1973 · 
1974 · 
1975 · 
1976 · 
1977 · 
1978 · 
1979 · 
1980 · 
1981 · 
1982 · 
1983 · 
1984 · 
1985 · 
1986 · 
1987 · 
1988 · 
1989 · 
1990 · 
1991 · 
1992 · 
1993 · 
1994 · 
1995 · 
1996 · 
1997 · 
1998 · 
1999 · 
2000 · 
2001 · 
2002 · 
2003 · 
2004 · 
2005 · 
2006 · 
2007 · 
2008 · 
2009 · 
2010 · 
2011 · 
2012 · 
2013 · 
2014 · 
2015 ·
2016 ·
2017 ·
2018 ·
2019 ·
2020 ·
2021 ·
2022 ·
2023 ·
2024
Albanië ·
Algerije ·
Andorra · 
Antigua en Barbuda ·
Argentinië ·
Armenië ·
Australië ·
Azerbeidzjan ·
België ·
Bohemen ·
Bolivia ·
Bosnië en Herzegovina ·
Brazilië ·
Bulgarije ·
Canada ·
Chili ·
China ·
Colombia ·
Costa Rica ·
Cyprus ·
Denemarken ·
DDR ·
Duitsland ·
Egypte ·
El Salvador ·
Engeland ·
Estland ·
Faeröer ·
Finland ·
Frankrijk ·
Georgië ·
Griekenland ·
Ierland ·
IJsland ·
India ·
Iran ·
Israël ·
Italië ·
Ivoorkust ·
Japan ·
Joegoslavië ·
Jordanië ·
Kazachstan · 
Koeweit ·
Kosovo · 
Kroatië ·
Letland ·
Libanon ·
Liechtenstein ·
Litouwen ·
Luxemburg ·
Malta ·
Mexico ·
Moldavië ·
Montenegro ·
Nederland ·
Nederlands-Indië ·
Nieuw-Zeeland ·
Noord-Ierland ·
Noord-Macedonië ·
Noorwegen ·
Oekraïne ·
Oostenrijk ·
Paraguay ·
Peru ·
Polen ·
Portugal ·
Qatar ·
Roemenië ·
Rusland ·
San Marino ·
Saoedi-Arabië ·
Schotland ·
Servië ·
Slovenië ·
Slowakije ·
Sovjet-Unie ·
Spanje ·
Tsjechië ·
Tsjecho-Slowakije ·
Turkije ·
Uruguay ·
Verenigde Arabische Emiraten ·
Verenigde Staten ·
Verenigd Koninkrijk ·
Wales ·
Wit-Rusland ·
Zuid-Korea ·
Zweden ·
Zwitserland
Brazilië (1954) · 
Duitsland (2021) ·
Frankrijk (2021) · 
IJsland (2016) · 
Italië (1938) · 
Oostenrijk (2016) · 
Portugal (2021) · 
West-Duitsland (1954, 2)
FMF · A-internationals · Selecties · Bondscoaches · Statistieken · Mexicaans vrouwenelftal · Olympisch elftal · Mexico U21 · Mexico U20 · Mexico U19 · Mexico U18 · Mexico U17
1920 – 1949 ·
1950 – 1969 ·
1970 – 1979 ·
1980 – 1989 ·
1990 – 1999 ·
2000 – 2009 ·
2010 – 2019 ·
2020 – 2029
Copa América 1993 ·
Copa América 1995 ·
Copa América 1997 ·
Copa América 1999 ·
Copa América 2001 ·
Copa América 2004 ·
Copa América 2007 ·
Copa América 2011 ·
Copa América 2015 · 
Copa América 2016
WK 1930 ·
WK 1950 ·
WK 1954 ·
WK 1958 ·
WK 1962 ·
WK 1966 ·
WK 1970 ·
WK 1978 ·
WK 1986 ·
WK 1994 ·
WK 1998 ·
WK 2002 ·
WK 2006 ·
WK 2010 ·
WK 2014 · 
WK 2018
OS 1928 ·
OS 1948 ·
OS 1964 ·
OS 1968 ·
OS 1972 ·
OS 1976 ·
OS 1992 ·
OS 1996 ·
OS 2004 ·
OS 2012 ·
OS 2016 ·
OS 2020
1923 ·
1924–1927 ·
1928 ·
1929 ·
1930 ·
1931–1933 ·
1934 ·
1935 ·
1936 ·
1937 ·
1938 ·
1939–1946 ·
1947 ·
1948 ·
1949 ·
1950 ·
1951 ·
1952 ·
1953 ·
1954 ·
1955 ·
1956 ·
1957 ·
1958 ·
1959 ·
1960 ·
1961 ·
1962 ·
1963 ·
1964 ·
1965 ·
1966 ·
1967 ·
1968 ·
1969 ·
1970 · 
1971 · 
1972 · 
1973 · 
1974 · 
1975 · 
1976 · 
1977 · 
1978 · 
1979 · 
1980 · 
1981 · 
1982 · 
1983 · 
1984 · 
1985 · 
1986 · 
1987 · 
1988 · 
1989 · 
1990 · 
1991 · 
1992 · 
1993 · 
1994 · 
1995 · 
1996 · 
1997 · 
1998 · 
1999 · 
2000 · 
2001 · 
2002 · 
2003 · 
2004 · 
2005 · 
2006 · 
2007 · 
2008 · 
2009 · 
2010 · 
2011 · 
2012 · 
2013 · 
2014 · 
2015 · 
2016 ·
2017 ·
2018 ·
2019 ·
2020 ·
2021 ·
2022 ·
2023
Albanië ·
Algerije ·
Angola ·
Argentinië ·
Australië ·
België ·
Belize ·
Bermuda ·
Bolivia ·
Bosnië en Herzegovina ·
Brazilië ·
Bulgarije ·
Canada ·
Chili ·
China ·
Colombia ·
Congo-Kinshasa ·
Costa Rica ·
Cuba ·
Curaçao ·
DDR ·
Denemarken ·
Dominica ·
Duitsland ·
Ecuador ·
Egypte ·
El Salvador ·
Engeland ·
Estland ·
Fiji ·
Finland ·
Frankrijk ·
Gambia ·
Ghana ·
Griekenland ·
Guatemala ·
Guyana ·
Haïti ·
Honduras ·
Hongarije ·
Ierland ·
IJsland ·
Irak ·
Iran ·
Israël ·
Italië ·
Ivoorkust ·
Jamaica ·
Japan ·
Joegoslavië ·
Kameroen ·
Kroatië ·
Liberia ·
Luxemburg ·
Marokko ·
Martinique ·
Nederland ·
Nederlandse Antillen ·
Nicaragua ·
Nieuw-Zeeland ·
Nigeria ·
Noord-Ierland ·
Noord-Korea ·
Noorwegen ·
Oekraïne ·
Oezbekistan ·
Panama ·
Paraguay ·
Peru ·
Polen ·
Portugal ·
Qatar ·
Roemenië ·
Rusland ·
Saint Kitts en Nevis ·
Saint Vincent en de Grenadines ·
Saoedi-Arabië ·
Schotland ·
Senegal ·
Servië ·
Slovenië ·
Slowakije ·
Sovjet-Unie ·
Spanje ·
Suriname ·
Trinidad en Tobago ·
Tsjechië ·
Tsjecho-Slowakije ·
Tunesië ·
Uruguay ·
Venezuela ·
Verenigde Staten ·
Wales ·
Wit-Rusland ·
Zuid-Afrika ·
Zuid-Korea ·
Zweden ·
Zwitserland
Angola (2006) ·
Argentinië (2006) ·
Brazilië (1999) ·
Brazilië (2014) ·
Brazilië (2018) ·
Duitsland (2018) ·
Frankrijk (2010) ·
Iran (2006) ·
Kameroen (2014) ·
Kroatië (2014) ·
Nederland (2014) ·
Portugal (2006) ·
Uruguay (2010) ·
Zuid-Afrika (2010) ·
Zuid-Korea (2018) ·
Zweden (2018)